# Быков, Виктор Александрович
Ви́ктор Алекса́ндрович Бы́ков (род. 1950) — российский технологический предприниматель, изобретатель, доктор технических наук, профессор, эксперт в области нанотехнологий, генеральный директор созданной им компании НТ-МДТ.

## Биография
Окончил физико-математическую школу № 13 г. Саратова (сейчас физико-технический лицей № 1).
В 1967 году поступил в Московский физико-технический институт (факультет физической и квантовой электроники). После окончания вуза в 1973 году обучался в аспирантуре, получил степень кандидата физико-математических наук. Одновременно с учебой в аспирантуре работал в Научно-исследовательском институте физических проблем им. Ф. В. Лукина (ныне ГНЦ «НИИФП», Зеленоград), пройдя путь от инженера до начальника отдела. Во время работы в институте Быков возглавлял исследования в области молекулярно-упорядоченных структур. Результатом исследований стала разработка метода ориентации жидких кристаллов, применяемых в производстве ЖК индикаторов, создан новый класс материалов — фибриллярные лиотропные жидкие кристаллы, разработана технология их ориентации на больших площадях и созданы новые поляризаторы света на их основе. С их использованием были разработаны жидкокристаллические экраны с активным управлением.
В разные годы Быков руководил разработкой туннельных и зондовых микроскопов СТМ-4 и «Солвер», платформы для зондовой нанолаборатории «ИНТЕГРА» и исследовательской платформы «НАНОФАБ». Является автором и соавтором более 200 научных трудов, в том числе 160 заявок на изобретения.
В 1989 году Быков с командой выпускников МФТИ создает компанию Исследовательскую Корпорацию МДТ, которая в 1993 году была преобразована в компанию «Нанотехнология МДТ» (НТ-МДТ). Основное направление бизнеса компании — создание научного оборудования для исследований во всех областях нанотехнологий. Международное признание продукция НТ-МДТ получила в двухтысячные годы. Американский журнал «Research & Development» четырежды называл научное оборудование НТ-МДТ лучшими инновационными разработками года (2006, 2009, 2011, 2012), в 2010 году консалтинговое агентство «Frost & Sullivan» отметило НТ-МДТ за вклад в развитие отрасли и создание конкурентоспособной продукции.
Быков является одним из соавторов и руководителей Государственной программы «Молекулярная электроника» и проекта «Молекулярная нанотехнология». Президент Нанотехнологического общества России, Председатель Гильдии предприятий высоких технологий и инноваций Московской торгово-промышленной палаты, Лауреат премии Правительства РФ в области науки и техники 2004 году.
В 2011 году награждён медалью ЮНЕСКО «За вклад в развитие нанонауки и нанотехнологий».